# Balacra simplicior
Balacra simplicior là một loài bướm đêm thuộc phân họ Arctiinae, họ Erebidae.